# Pesem Evrovizije 2020
Pesem Evrovizije 2020 bi moral biti 65. izbor za Pesem Evrovizije. Potekati bi moral v Rotterdamu na Nizozemskem, po zaslugi zmage Duncana Laurencea na izboru leta 2019. Polfinalna večera naj bi se razvrstila 12. oz. 14. maja, finale pa 16. maja 2020 v Areni Ahoy. Izbor je bil zaradi pandemije bolezni COVID-19 18. marca 2020 odpovedan. To se je zgodilo prvič v zgodovini festivala.
Več držav se je odločilo, da jih bo na Pesmi Evrovizije 2021 zastopal isti izvajalec.

## Priprava tekmovanja

### Grafična in scenska podoba
24. oktobra 2019 so organizatorji sporočili, da je izbrano geslo tekmovanja "Open Up", kar v prevodu pomeni "Odpri se". Čez štiri dni, 28. oktobra, so razkrili tudi grafično podobo izbora, ki jo je zasnovala oblikovalska agencija CLEVER°FRANKE. Abstraktna predstavitev zastav 41. držav udeleženk, razporejenih v časovnem intervalu pristopa k Pesmi Evrovizije. Krog spominja tudi na nizozemske mline na veter.
Decembra 2019 je Evropska radiodifuzna zveza predstavila tudi zasnovo odra. Njen avtor je nemški scenograf Florian Wieder, ki je oder oblikoval že za nekaj Evrovizij. Wieder je izhajal iz slogana "Odpri se" in minimalistično zasnoval oder kot sinonim nizozemske ravnice, kanalov in mostov.

### Voditelji
Organizatorji so določili, da bi izbor vodili trije voditelji. Igralka Chantal Janzen, pevec Jan Smit ter pevka Edsilia Rombley, ki je bila nizozemska evrovizijska predstavnica v letih 1998 in 2007. Vlogerko Nikkie de Jager so izbrali za spletno poročanje in komentiranje rdeče preproge, Roos Moggré in Andrew Makkinga pa bi moderirala tiskovne konference.

### Videorazglednice
Razglednice, ki jih v prenosu predvajajo tik pred posameznim nastopom, so načrtovali posneti na Nizozemskem. Izvajalci bi se po državi družili z domačini in sodelovali v različnih običajih.

## Lokacija
Sprva se je za gostiteljstvo potegovalo devet nizozemskih mest: Amsterdam, Arnhem, Breda, 's-Hertogenbosch, Haag, Leeuwarden, Maastricht, Rotterdam in Utrecht. 
Kmalu je zaradi raznih razlogov, večinoma vezanih na namestitvene in prostorske kapacitete, odstopilo šest mest, ostali so le Rotterdam, Maastricht ter glavno mesto Amsterdam. Slednji je tekom poletja 2019 umaknil svojo kandidaturo, češ, da bi bila še ena velika prireditev preveč za mesto in da je le-to ne potrebuje. 30. avgusta 2019 je EBU sporočila, da bo 65. Pesem Evrovizije gostilo mesto Rotterdam, v areni Ahoy.
Rotterdam je sicer drugo največje mesto na Nizozemskem. Šteje 644.527 prebivalcev. Znano je po svojem pristanišču, ki je največje v Evropi in drugo na svetu po številu tovora. Dvorana Ahoy, ki je največja pokrita arena v mestu, je bila zgrajena leta 1970, izkušnje z Evrovizijo pa že ima. Leta 2007 je namreč gostila otroško verzijo Evrovizije.

## Polfinala

### Prvi polfinale
Prvi polfinale bi moral potekati 12. maja 2020 ob 21:00 (CEST).
| Država         | Izvajalec          | Pesem                 |
| Prva polovica  | Prva polovica      | Prva polovica         |
| -------------- | ------------------ | --------------------- |
| Avstralija     | Montaigne          | "Don't Break Me"      |
| Belorusija     | VAL                | "Da vidna" (Да вiдна) |
| Irska          | Lesley Roy         | "Story of My Life"    |
| Litva          | The Roop           | "On Fire"             |
| Makedonija     | Vasil              | "You"                 |
| Rusija         | Little Big         | "Uno"                 |
| Slovenija      | Ana Soklič         | "Voda"                |
| Švedska        | The Mamas          | "Move"                |
| Druga polovica |                    |                       |
| Azerbajdžan    | Samira Efendi      | "Cleopatra"           |
| Belgija        | Hooverphonic       | "Release Me"          |
| Hrvaška        | Damir Kedžo        | "Divlji vjetre"       |
| Ciper          | Sandro             | "Running"             |
| Izrael         | Eden Alene         | "Feker Libi"          |
| Malta          | Destiny Chukunyere | All of My Love"       |
| Norveška       | Ulrikke            | "Attention"           |
| Romunija       | Roxen              | "Alcohol You"         |
| Ukrajina       | Go_A               | "Solovey" (Соловей)   |

### Drugi polfinale
Drugi polfinale bi moral potekati 14. maja 2020 ob 21:00 (CEST).
| Država         | Izvajalec           | Skladba                |
| Prva polovica  | Prva polovica       | Prva polovica          |
| -------------- | ------------------- | ---------------------- |
| Avstrija       | Vincent Bueno       | "Alive"                |
| Češka          | Benny Cristo        | "Kemama"               |
| Estonija       | Uku Suviste         | "What Love Is"         |
| Grčija         | Stefania            | "Superg!rl"            |
| Islandija      | Daði og Gagnamagnið | "Think About Things"   |
| Moldavija      | Natalia Gordienko   | "Prison"               |
| Poljska        | Alicja Szemplińska  | "Empires"              |
| San Marino     | Senhit              | "Freaky!"              |
| Srbija         | Hurricane           | "Hasta la vista"       |
| Druga polovica |                     |                        |
| Albanija       | Arilena Ara         | "Falling from the sky" |
| Armenija       | Athena Manoukian    | "Chains on You"        |
| Bolgarija      | Victoria            | "Tears Getting Sober"  |
| Danska         | Ben & Tan           | "Yes"                  |
| Finska         | Aksel               | "Looking Back"         |
| Gruzija        | Tornike Kipiani     | "Take Me as I Am"      |
| Latvija        | Samanta Tīna        | "Still Breathing"      |
| Portugalska    | Elisa               | "Medo de sentir"       |
| Švica          | Gjon's Tears        | "Répondez-moi"         |

### Finale
| Država           | Izvajalec      | Skladba          |
| ---------------- | -------------- | ---------------- |
| Francija         | Tom Leeb       | "The Best in Me" |
| Nemčija          | Benjamin Dolić | "Violent Thing"  |
| Italija          | Diodato        | "Fai rumore"     |
| Nizozemska       | Jeangu Macrooy | "Grow"           |
| Španija          | Blas Cantó     | "Universo"       |
| Velika Britanija | James Newman   | "My Last Breath" |

## Odpoved izbora
Zaradi širjenja epidemije nove koronavirusne bolezni, ki se je začela konec leta 2019, so dvomi o organizaciji padli tudi na Evrovizijo. EBU in nizozemska televizija sta medijem predstavili več scenarijev. Med najverjetnejšimi sta bila izbor, kjer v dvorani ne bi bilo gledalcev, druga pa, da se vsakega predstavnika v živo posname v studiu v domovini. Priprave so vseskozi potekale po planu, organizatorji pa so končno odločitev napovedali do začetka aprila, ko se v dvorani navadno začne pripravljati prizorišče.
Po uvedbi karanten v večini evropskih držav in odpovedi velikih prireditev, je EBU 18. marca 2020 uradno sporočila, da izbora za Pesem Evrovizije 2020 ne bo. Odločili so tudi, da bodo morale države na Evrovizijo leta 2021 poslati nove pesmi, glede izvajalca pa se lahko odločijo same. Namesto tekmovanja so tako članice EBU predvajale koncert.